# Белянский, Дмитрий Юрьевич
Белянский, Дмитрий Юрьевич (укр. Дмитро Бєлянський, англ. Dmitry Belyansky; 1980 г. р.) — украинский писатель и политический журналист.

## Биография
Родился 2 декабря 1980 года в Донецке. Отец — Белянский Юрий Евгеньевич (1954 г.р.), кинорежиссёр. Мать — Белянская Людмила Борисовна (1954 г.р.), литератор. Женат, воспитывает сына и двух дочерей.
Учился в Донецке и в Москве, в 1997 году поступил в Донецкий национальный университет на филологический факультет. С 2001 года живёт и работает в Киеве.

## Журналистская деятельность
В 2009—2010 годах возглавлял аналитическую службу новостей телеканала Интер (телеканал)
В 2001—2003 годах руководил информационной службой «Уличного телевидения» (ICTV), в 2003—2005 управлял стартапами ряда украинских Интернет-СМИ, в частности From-Ua. В 2006 году работал заместителем директора департамента маркетинга СТБ. В 2006—2007 годах руководил информагентством Росбалт-Украина. С 2007 года сотрудничает с украинским журналом Профиль — в качестве креативного директора и политического обозревателя. Работал заместителем главного редактора журнала. С августа 2011 года — директор по развитию мультимедиа украинского медиа-холдинга «Сегодня Мультимедиа» (Сегодня (газета, Украина)), входящего в группу Систем Кэпитал Менеджмент.
Сотрудничает как колумнист с рядом печатных и Интернет-СМИ России и Украины, в частности с Полит.ру, «Украинской правдой» и другими изданиями.

## Политическая деятельность
С 1999 года активно работал в политических проектах на Украине в качестве политтехнолога, но публично
принимал участие лишь в некоторых. В частности, на президентских выборах-2004 работал пресс-секретарем праворадикального украинского политика Дмитрия Корчинского, а на парламентских выборах-2006 руководил пресс-департаментом блока Натальи Витренко «Народная оппозиция» и баллотировался в народные депутаты Украины. С 2006 года аполитичен.
В 2005 году создал несуществующую «Национальную партию труда», призывая к запрету публичной политики на Украине.
В 2009 году создал «творческое объединение „Вся правда о…“» — проект на YouTube, в рамках которого была проведена контр-агитация против всех основных кандидатов на президентских выборах-2010.
В адрес Белянского звучали обвинения в фальсификации социологических данных на парламентских выборах-2006. В политических проектах наиболее часто упоминаем вместе с Алёной Громницкой (бывший пресс-секретарь Леонида Кучмы) и политтехнологом Игорем Шуваловым (ныне консультирующим главу АП Украины Сергея Левочкина).

## Художественная деятельность

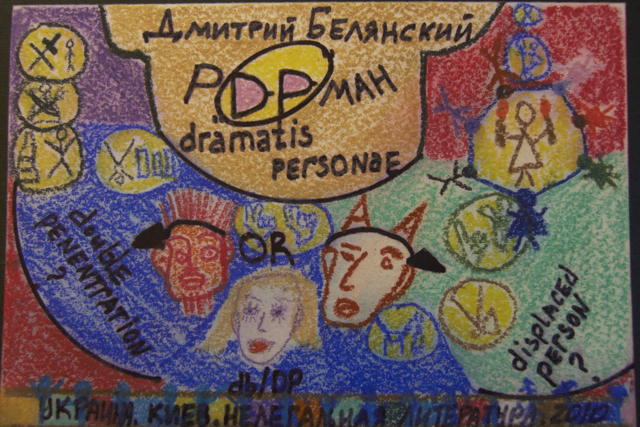
Обложка романа Дмитрия Белянского «DRAMATIS PERSONAE»

Первый «большой» художественный текст «Фотоальбом 14 июля: 36 кадров для 35 округа» написал в 2002 году, выпустив в том же году сборник стихов и коротких рассказов.
В 2008 году были написаны повести «Украина, не для продажи в Москве» и «Индуктор». Последняя легла в основу сценария фильма «Delirium» украинского режиссёра Игоря Подольчака.
После президентских выборов-2010 Белянский, по собственному признанию, «переквалифицировался в искусствоведы» и написал роман «DP» (Dramatis Personae). Трейлер для романа был снят во Львове летом 2010 года. Текст романа «DP» в настоящее время доступен на персональном сайте Дмитрия Белянского
Итоги исследовательского проекта «Штатское искусствоведение» были подведены в конце 2010 года, а в сентябре 2011 года Белянский дебютировал с собственным художественным проектом — «Maphole». «11 сентября жители Тбилиси удивленно заглядывали внутрь свернутой в трубочку географической карты Грузии, снабженной по ту сторону немецкой камерой и украинским фотографом. И никто не спрашивал объяснений», говорилось в описании проекта для специализированного издания ArtUkraine.

## Писательская деятельность
В 2022 году издательство «Саммит-Книга» опубликовало книгу Дмитрия Белянского «Украиниссимо». Это методологическая утопия, посвященная образу будущего Украины в ближайшие 20 лет после Победы. Авторский гонорар полностью перечисляется на специальный счет Национального Банка Украины в поддержку Вооруженных Сил Украины. Презентация книги состоялась 9 сентября 2022 года в киевском книжном магазине «Сяйво книги». Автором обложки стала Надежда Дембовская.